# أندرو إيرفاين
أندرو إيرفاين (بالإنجليزية: Andrew Irvine)‏ هو عازف قيثارة أمريكي، ولد في 9 أبريل 1969 في روتشستر في الولايات المتحدة.